# Ratpot (Präfekt)
Graf Ratpot (Ratbod, Radbod, Rathbod, Ratboto) war ein fränkischer Adeliger, von 832/833 bis 854 Präfekt des bairischen Ostlandes und aufgrund dieser Funktion auch Königsbote. Er gehörte neben den Markgrafen Ernst und Werner (Leiter der Grafschaft zwischen Enns und Wienerwald) zu den maßgeblichen Persönlichkeiten, die der junge König Ludwig der Deutsche in die baierischen Marken geholt und den bairischen Grafen vorgesetzt hatte, um dort seine persönliche Ausgangsstellung zu stärken.

## Familienverhältnisse
Er war wahrscheinlich Nachkomme des Ratpot aus Roxheim und würde damit zu einer Verwandtschaftslinie mit der Familie der Geroldonen gehören. Denkbar ist aber auch eine friesische Abstammung. Höchstwahrscheinlich geht der Leitname der Familie der Rapotonen auf Ratpot zurück. Dieser Leitname kann aber kaum in direkter Linie vermittelt worden sein. Ein Verwandtschaftsverhältnis zu dieser Familie konnte bislang nicht nachgewiesen werden.
Ratpot dürfte, sofern er überhaupt Kinder hatte, zumindest keine männlichen Nachkommen hinterlassen haben. Aus Urkunden lassen sich einige Verwandte erschließen. Graf Fridarat war vermutlich ein Bruder Ratpots. Dessen Familie hatte gute Beziehungen zu Adelsfamilien in „Altbaiern“ wodurch sie dort zahlreiche Besitzungen erwarb. Für Ratpot sind allerdings keine Besitzungen in Altbaiern nachweisbar. Die Nonne Peretkund, Tochter Fridarats, war unter anderem um Pitten, Baden bei Wien, Rudlfing, Sittenbach, Imminperc und im oberbayrischen Rohrbach begütert. Graf Kundhari, ein Vetter Peretkunds, erhob ebenfalls Anspruch auf diese Erbschaft. Dies wurde allerdings durch Zeugen widerlegt, die aussagten, dass Ratpot die Güter Fridarat und dessen Tochter Peretcund hinterlassen habe. Peretkund hatte außerdem von Freising Lehen zu Allershausen, Oberkienberg, Langenpettenbach und Weil erhalten. Die Brüder Peretkunds hatten Lehen im oberen Donaugau. Ihr jüngerer Bruder Egino hatte Eigengüter in Wüten bei Innsbruck und Lehen in Plattling und Laichling. Bruder Managolt hatte seine Güter bei Oberweilbach und Oberbachern. Der Ort Mangolding dürfte seinen Namen von Graf Managolt erhalten haben. Wo die Grafschaften der gräflichen Verwandten Ratpots gelegen sind, weiß man nicht.

## Herrschaftsbereich

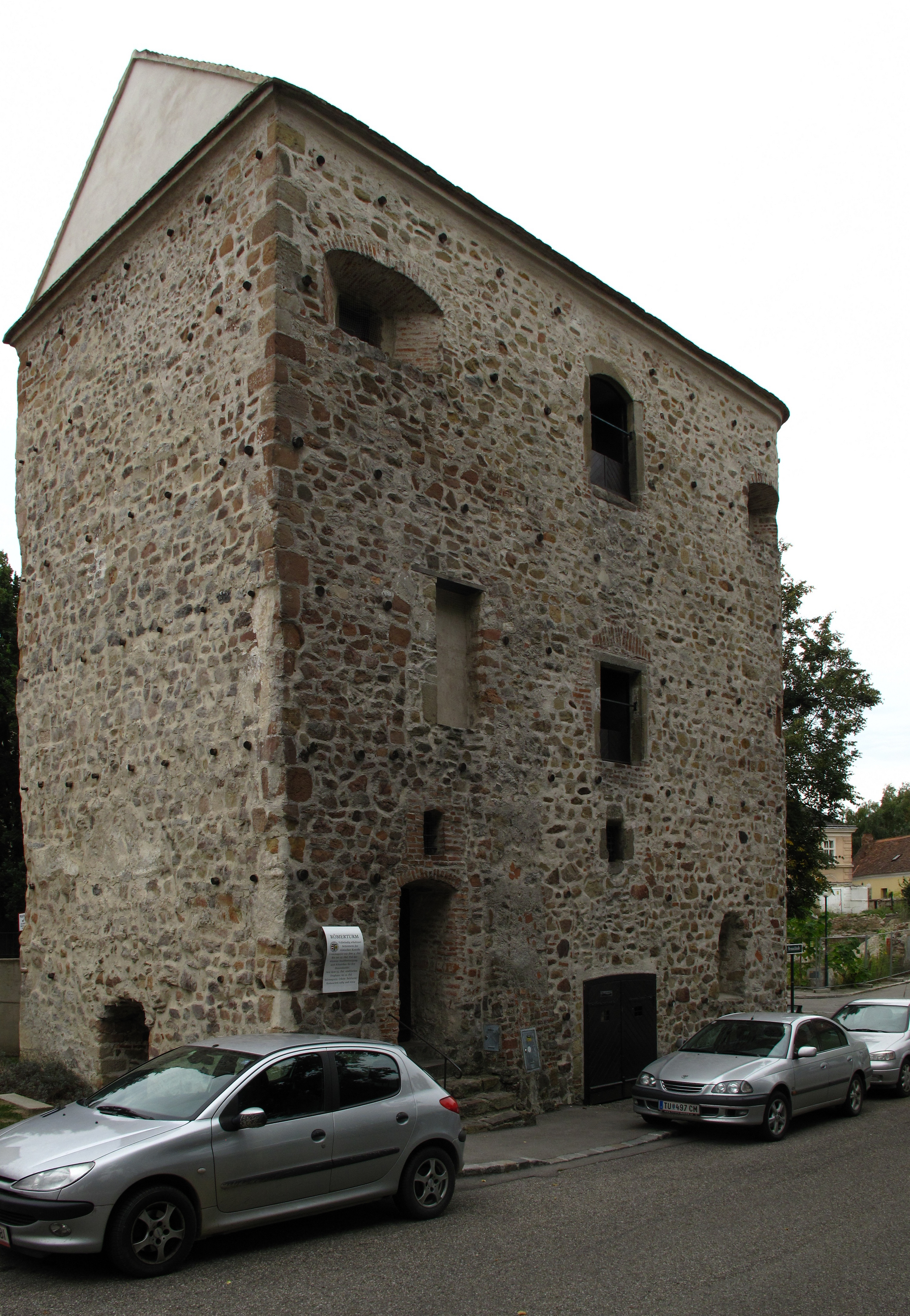
Beim römischen Kastell Comagena im heutigen Tulln hatte Ratpot seinen Herrschaftsmittelpunkt.

Als Ratpot Präfekt der Marcha Orientalis wurde, umfasste dieses Herrschaftsgebiet den Traungau (Land um die Donau von der Ennsmündung bis zur Draumündung), die Donaugrafschaft, die Grafschaften Karantanien, Krain und Steinamanger sowie die Fürstentümer von Sisak, Großmähren und Pannonien. Im Traungau, in Karantanien, der Mark Krain und in der Grafschaft Steinamanger befehligte er zugeordnete Grafen und etliche slawische Gefolgsleute. Zusätzlich zur Oberleitung der Marcha Orientalis war er auch Leiter der Verwaltung der Donaugrafschaft (begrenzt von Enns, Donau und Raab). Sitz des Präfekten des bairischen Ostlandes war seit Beginn des 9. Jahrhunderts Lorch. Unter Ratpot wurde Tulln, wo er die Hälfte des königlichen Landes („Fiscus“) innehatte, Vorort und wirtschaftlicher Mittelpunkt.
Sein Eigenbesitz Rappoltenkirchen ist noch heute nach ihm benannt. Als Sippenbesitz übernahm er eine Villikation um Pitten und baute sie aus. Zu der Villikation gehörten auch bestehende Siedlungen zwischen Seebenstein und Gloggnitz und wahrscheinlich Wartmannstetten und Pottschach. Auch in Westungarn ist Grundbesitz Ratpots nachweisbar. Einer seiner slawischen Gefolgsleute gründete den Hof von Köttlach. Kirchlicher Mittelpunkt seiner Grafschaft war Traismauer, wo die Erzdiözese Salzburg einen ihrer wichtigsten Stützpunkte im Traungau hatte. In der Martinskirche bei Traismauer wurde später Pribina getauft, womit auch die Rolle Ratpots im Zuge der Christianisierung bezeugt ist.

## Politik
Von allen Präfekten der Marcha Orientalis hatte er die längste Amtszeit. König Ludwig der Deutsche, zu dem Ratpot gute Kontakte hatte, setzte ihn als Präfekt ein und machte ihn damit zu einem der höchsten Amts- und Herrschaftsträger von Baiern. Als Präfekt des Ostlandes war er für den Schutz fast der gesamten Südostgrenze des Frankenreichs (ab 843 des Ostfrankenreichs) verantwortlich.
In seine Amtszeit fallen die innerdynastischen Kämpfe der Karolinger 830–842. In den 830er und 840er Jahren beeinflusste Ratpot maßgeblich die Ostpolitik Ludwigs des Deutschen. 833 flüchtete der slawische Stammesfürst Pribina zu Ratpot, nachdem Pribina von Mojmir I. aus dessen eigenen Fürstentum Nitra vertrieben wurde. Noch im selben Jahr stellte Ratpot Pribina in Regensburg dem König Ludwig vor. Bald darauf kam es aber zu Streitigkeiten zwischen Ratpot und Pribina, sodass Pribina weiter nach Osten floh, um schließlich bei Fürst Ratimir in Slawonien unterzukommen. Daraufhin ging Ratpot 838 auf Befehl König Ludwigs militärisch (erfolgreich) gegen Ratimir vor und vertrieb Ratimir aus seinem Herrschaftsbereich. In der Folge suchte auch Pribina wieder politischen Anschluss an das Ostfrankenreich. Später versöhnten sich Ratpod und Pribina auf Vermittlung von Salacho, den Fürsten der Krain, der seinerseits dem Präfekt Ratpot unterstand. Auf Anraten Ratpots übergab König Ludwig 848 das Plattensee-Fürstentum, das Pribina um 839 als Lehen erhalten hatte, nun in Pribinas erbliches Eigentum.
Das Mährerreich versuchte sich schon bald nach seiner Gründung aus dem Klientelverhältnis zu den Franken zu befreien und so wurde es bald eine der wichtigsten Aufgaben Ratpots diesen Autonomiebestrebungen entgegenzuwirken. Und doch konnten die Mährer bald ihren Einfluss ins Weinviertel bis in die Gegend von Stockerau hinein ausdehnen.

## Absetzung durch König Ludwig den Deutschen
854 hat sich Ratpot möglicherweise mit dem mährischen Fürsten Rastislav verbündet woraufhin ihn König Ludwig der Rebellion bezichtigte. Möglicherweise war Ratpot dem Königshaus zu (eigen)mächtig geworden. Zudem galt Ratpot als Gegner der karolingischen Reichsteilung im Zuge des Vertrags von Verdun im Jahr 843. Der „Aufstand“ wurde rasch niedergeschlagen und Ratpot wegen Landesverrates vom König abgesetzt. Ob Ratpot tatsächlich mit dem Mährerfürsten gemeinsame Sache gegen den König gemacht hat, ist aus den heute bekannten Quellen nicht zu erkennen. Das ehemalige Fiskalgut Ratpots bei Tulln schenkte der König 859 dem Regensburger Kloster Sankt Emmeram. Sein Eigenbesitz blieb zunächst in der Sippe. Die Nonne Peretkund erhielt in einem Erbschaftsstreit mit dem Grafen Kundahari, der im Herbst 869 auf einem Gerichtstag unter dem Prinzen Karlmann ausgetragen wurde, die Besitzungen Ratpots in Pitten.
Als Präfekt der Marcha orientalis setzte Ludwig zwei Jahre nach dem Sturz Ratpots seinen Sohn Karlmann ein. Ratpot war der letzte fränkische Magnat in der Funktion eines Präfekten des bairischen Ostlandes.